# جاورا دل مونتلو
جاورا دل مونتلو (به ایتالیایی: Giavera del Montello) یک کومونه در ایتالیا است که در استان ترویزو واقع شده‌است. جاورا دل مونتلو ۱۹٫۹ کیلومتر مربع مساحت و ۵٬۱۷۶ نفر جمعیت دارد و ۷۸ متر بالاتر از سطح دریا واقع شده‌است.